# Georgeantha hexandra
Georgeantha es un género monotípico de plantas herbáceas, rizomatosas. Su única especie: Georgeantha hexandra , es originaria de Western Australia.

## Taxonomía
El género fue descrito por B.G.Briggs & L.A.S.Johnson y publicado en Telopea 7(4): 308. 1998.
Etimología
Georgeantha, nombre genérico que fue otorgado en honor del botánico australiano Alex George.
hexandra: epíteto del griego antiguo: "hexa-" = "seis" por los estambres y ("andrus," = "masculino").